# Danny Cannon
Daniel John "Danny" Cannon, född 5 oktober 1968 i Luton, är en brittisk film- och TV-producent, regissör och manusförfattare, känd för att ha varit aktiv i arbetet kring TV-serierna CSI: Crime Scene Investigation, CSI: Miami och CSI: New York.
Mellan åren 2014 och 2019 var Cannon producent, manusförfattare och regissör på Fox-TV-serien Gotham, som under år 2014 vann ett pris på Critics' Choice Awards, samt fick elva stycken nomineringar under TV-prisgalan Primetime Emmy Awards, varav en nominering ledde till en vinst. I juli 2019 skapade och producerade han även, tillsammans med Bruno Heller, den näst senaste TV-produktionen Pennyworth, som hade premiär på TV-kanalen Epix under samma år, för att sedan avslutas på streamingtjänsten HBO Max i november 2022. Han har utöver detta även varit väldigt aktiv inom filmbranschen, där han bland annat har varit aktiv som regissör på filmerna Geostorm, Jag vet fortfarande vad du gjorde förra sommaren, Judge Dredd och The Young Americans.

## Filmografi (i urval)

### TV-serier
- 2000–2006 – CSI: Crime Scene Investigation (TV-serie)
- 2002–2005 – CSI: Miami (TV-serie)
- 2004–2011 – CSI: New York (TV-serie)
- 2006 – Justice (TV-serie)
- 2008–2009 – Eleventh Hour (TV-serie)
- 2009–2010 – The Forgotten (TV-serie)
- 2009–2010 – Dark Blue (TV-serie)
- 2010 – Miami Medical (TV-serie)
- 2010–2013 – Nikita (TV-serie)
- 2012 – Alcatraz (TV-serie)
- 2013 – Shameless (TV-serie)
- 2013–2014 – The Tomorrow People (TV-serie)
- 2014–2019 – Gotham (TV-serie)
- 2017 – Training Day (TV-serie)
- 2019–2022 – Pennyworth (TV-serie)
- 2023 – Gotham Knights (TV-serie)

### Filmer
- 1993 – The Young Americans
- 1995 – Judge Dredd
- 1998 – Mord i Phoenix
- 1998 – Jag vet fortfarande vad du gjorde förra sommaren
- 2005 – Goal!
- 2017 – Geostorm